# قهرمان‌خان قهری
قهرمان‌خان قهری شاعر قرن ۱۲هجری قمری در ملایر بوده‌است. قهرمان خان، متخلص به قهری پسر بهزاد خان ابن باقر خان ابن شاهرضا خان ابن یارعلیخان ترکمن بوده که نامبرده اخیر (از ایل جعفربای) بود و به دستور نادرشاه از ترکمن صحرا به ملایر تبعید شد.
قهرمان خان در شرح زندگی خود در منظومه «سفینه قهرمانیه» که اثر معروف وی می‌باشد، به قلم خود نام خویش را چنین بیان می‌دارد: «قهرمان ننجی ملایری» متخلص به «قهری ابن بهزاد خان». از اینجا است که وی را «قهرمان خان قهری» می‌نامند.
وی علاقه زیادی به اهل بیت داشته‌است. برای نمونه در این شعر:
| قهری بر آستان تو کارش بروز وشب |  | یا اشکریز قتل حسین است یا حسن  |
| از آه سرد خویش فسردم چو زمهریر |  | نه فکر نو بهارم و نه در غم چمن |
| قهری بیچاره اندر نشاتین        |  | نیست امیدش بجز حب حسین         |

قهرمان خان هنگام مرگ وصیت کرد با انگشتری که نقش نگین آن قهری بوده در ده خود شیرین آباد از دهات شهرستان ملایر، بخاک بسپارند در همان زمان شخص دیگری در یکی از شهرهای مجاور فوت کرده جنازهٔ او را پسرش به نجف می‌برد که در وقت دفن متوجه می‌شود میّت کس دیگری است. پس از بررسی انگشتر را در دست میّت می‌بینند انگشتر را از انگشت او بیرون می‌آورد و جنازه را بخاک میسپارد چنانکه مرحوم حاج علی محمد قهری صارمی (که خودازشاعران بنام ومعروف ملایراست) و حاج احمد کریمی (مجنون) به آن اشاره کرده‌اند. 
از سال تولد و فوت قهری اطلاع و تاریخ صحیحی در دست نیست و احتمالاً فوت او در سال ۱۲۷۲ هجری قمری بوده‌است.

## نمونه شعر
| فروزان آتشی از سینه در خشک وتر اندازم |  | در این ماتم خروش ناله در بحر وبر اندازم |
| فروریزم بجای اشک خون از دیدهٔ کوکب     |  | از اینغم لرزه بر خاصان عرش اکبر اندازم  |
| حدیث تشنه کام نینوارا تازه گردانم     |  | در این خاکی سرا غوغای شور محشر اندازم   |